# ガリヤン

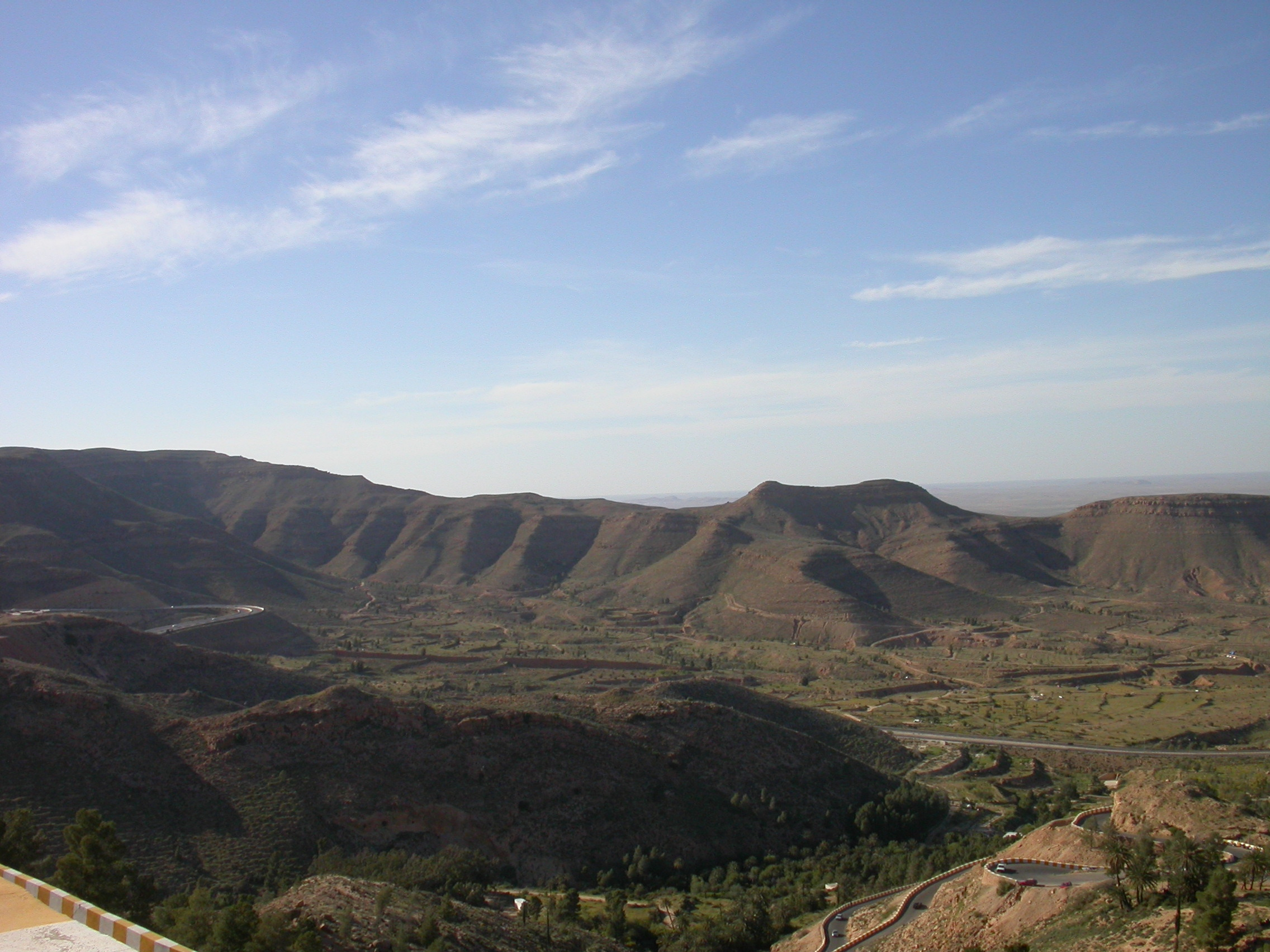
ガリヤンからの景観

ガリヤン（Gharyan）、ガルヤーンとも） (アラビア語: غريان Ġaryān)は、リビア北西部のトリポリタニアのジャバル・アル・ガルビ県の県都。2011年の人口は約18.8万人。首都トリポリから南へ113km離れている。ガリヤン山の斜面に位置し、周囲には乾燥した高原が広がる。ナフサ山地東部に位置し、山地西部のナールートと並ぶナフサ山地の中心都市である。住民はベルベル人が多い。トリポリからの高速道路がガリヤン近郊まで通じており、ガリヤンで南へ直進しフェザーン地方のセブハに向かう道と、ナフサ山地上の諸都市を結んでナールートまで延びる道路が分岐する交通の要衝である。

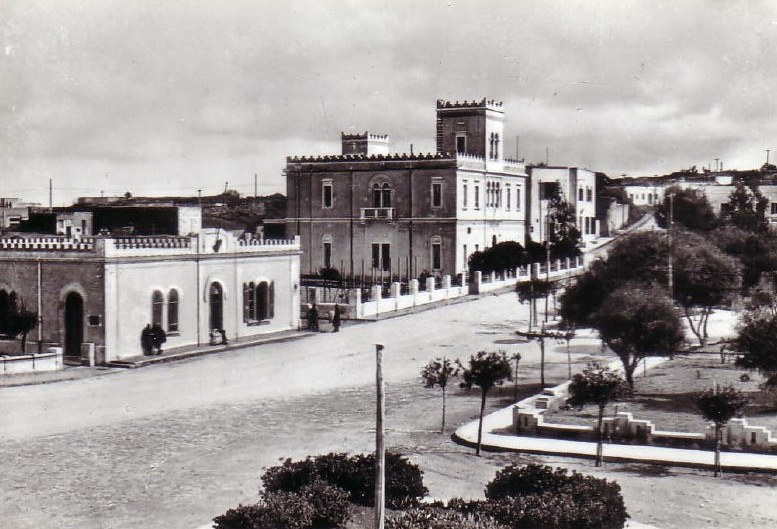
1940年代のガリヤンの風景

ガリヤンはトリポリから南のフェザーンへのキャラバンがナフサ山地を越える地点にあり、古くから交易で栄えた。1884年、オスマン帝国はガリヤンに市長と市評議会を設置した。
20世紀初頭には、ガリヤンはイタリアの侵略に対する抵抗拠点のひとつとなった。1920年代には、イタリア人がトリポリとガリヤン近郊の村の間に長さ90kmの鉄道を敷設したが、第二次世界大戦中にイギリス軍によって破壊された。
ガリヤンはこの地方で生産されるイチジク、サフラン、穀物の集散地であり、これらの生産物は地元での消費用のほか、一部は輸出される。また、ガリヤンは陶器の生産地としても知られており、焼き物はガリヤンの名産品となっている。

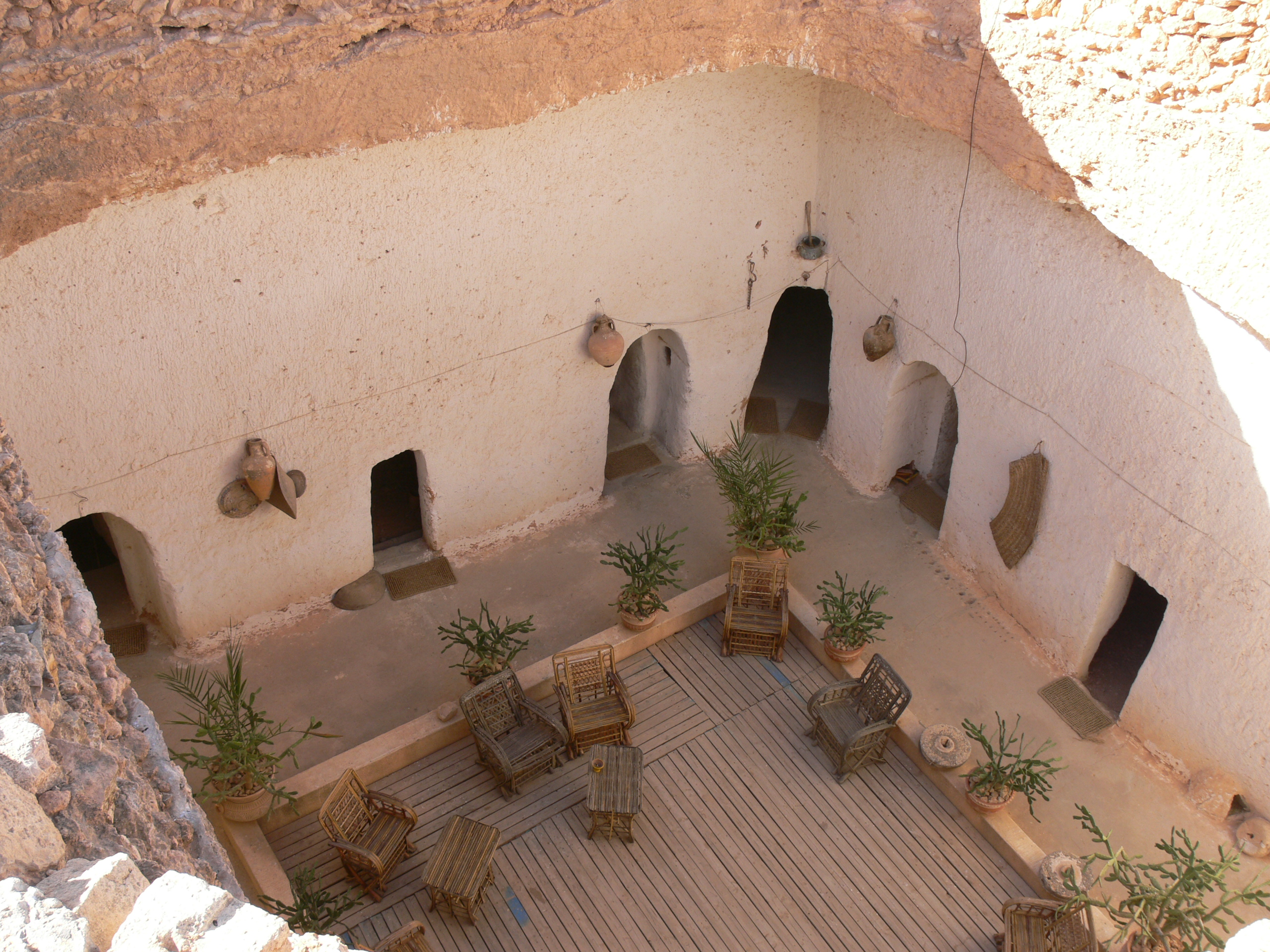
ガリヤンの穴居住宅

ガリヤンには、かつてこの地方の住民が暮らしていた穴居住宅（ダモース）がいくつか残っている。これはベルベル人が夏の暑さと外敵を防ぐために建設したもので、深い縦穴を掘り、そこから横に穴を掘り進めて住居としたものであり、チュニジアのマトマタにあるものと類似している。

## 2014年リビア内戦
2019年4月2日、リビア国民軍はガリヤンを制圧して作戦本部を設置したが、同年6月26日には国民政府軍が支配権を再奪取している。